# Robin Ammerlaan
Robin Ammerlaan (26 de febrero de 1968) es un tenista en silla de ruedas neozelandés, ex número uno del mundo en individuales y dobles.

## Carrera
Fue campeón de distintos títulos de Grand Slam desde 2000. La superficie favorita del jugador diestro es la alfombra, y su entrenador es Gert Bolk. Su silla de ruedas es fabricada por Invacare. Reside en Elen, Bélgica. Terminó su carrera profesional en 2012 después de los Juegos Paralímpicos de 2012, el cual fue su último torneo.

## Juegos Paraolímpicos

### Sídney 2000
Ganó una medalla de oro por tenis en silla de ruedas junto a Ricky Molier en la final contra David Johnson y David Hall de Australia.

### Atenas 2004
Obtuvo la medalla de oro en el evento individual masculino de tenis en silla de ruedas. En la final jugó contra David Hall de Australia. 

### Pekín 2008
Ganó la medalla de plata en el evento individual de tenis en silla de ruedas masculino. Perdió en la final contra Shingo Kunieda de Japón

## Títulos de Grand Slam

### Individual
- Abierto de Francia 2006
- 2005 US Open
- Abierto de Australia 2005
- Abierto de Australia 2003
- 2002 Abierto de Australia

### Dobles
- 2008 Wimbledon (con Vink )
- 2007 Wimbledon (con Vink)
- 2007 Abierto de Australia (con Kunieda )
- 2006 US Open (con Jeremiasz )
- Abierto de Australia 2006 (con Legner )
- 2005 US Open (con Jeremiasz)
- Abierto de Australia 2005 (con Legner)
- 2004 Abierto de Australia (con Legner)
- Abierto de Australia 2003 (con Kruszelnicki )

## Cronología individual
| Grand Slams               |     |     |     |     |     |      |       |
| abierto de Australia      | SF  | SF  | QF  | SF  | SF  | 0/5  | 4–5   |
| abierto Francés           | F   | F   | QF  | QF  | QF  | 0/5  | 4–5   |
| Wimbledon                 |     |     |     |     |     | 0/0  | 0-0   |
| Abierto de Estados Unidos | F   |     | SF  | QF  | QF  | 0/4  | 3–4   |
| Ganado perdido            | 5–3 | 3–2 | 1–3 | 1–3 | 1–3 | 0/14 | 11-14 |

## Cronología en pareja
| Grand Slams               |         |         |         |         |     |      |       |
| abierto de Australia      | Ganador | F       | Ganador | F       | F   | 2/5  | 7–3   |
| abierto Francés           | F       | F       | F       | F       | F   | 0/5  | 5–5   |
| Wimbledon                 | Ganador | Ganador | F       | Ganador | F   | 3/5  | 8-2   |
| Abierto de Estados Unidos | F       |         | F       | F       | F   | 0/4  | 4–4   |
| Ganado perdido            | 6-2     | 4–2     | 5–3     | 5–3     | 4–4 | 5/19 | 23-14 |